# Sági István
Sági István (Cegléd, 1882. december 12. – Budapest, 1950. december 2.) nyelvész, a Magyar Tudományos Akadémia levelező tagja (1938).

## Életútja
Sági Pál földműves és Petrás Borbála gyermekeként született. 1907-ben szerzett magyar-latin szakos tanári oklevelet a Budapesti Tudományegyetemen. Pályafutását 1908-ban a makói Magyar Királyi Állami Főgimnáziumban kezdte, majd 1912-től 1926-ig az István úti Főgimnáziumban (1921 utáni nevén Magyar Királyi Szent István Főgimnáziumban) tanított. Oktatói tevékenységét megszakította az első világháború: 1914 és 1918 között különböző frontokon teljesített harctéri szolgálatot. A háború után visszatért főgimnáziumi katedrájához, ezzel párhuzamosan 1922 és 1928 között a budapesti Magyar Királyi Állami Erzsébet Nőiskola főiskolai rangú polgári iskolai tanárképző intézetében a magyar nyelvtudomány megbízott előadójaként dolgozott. 1926 és 1943 között a Pázmány Péter Tudományegyetem Tanárképző Intézetéhez beosztott gyakorlógimnáziumi tanárként tevékenykedett, 1935-től címzetes igazgatói, 1939-től címzetes tanügyi főtanácsosi és címzetes igazgatói címmelvolt. 1943-ban vonult nyugdíjba.
Felesége Sági Ilona volt, akit 1909. szeptember 18-án Budapesten, a Józsefvárosban vett nőül.

## Munkássága
Tudományos kutatásai elsősorban a magyar nyelvtanok és szótárak történetére, a kiemelkedő magyar nyelvtudósok munkásságára, valamint a nyelvhelyességi és helyesírási kérdésekre irányultak. 1922-ben jelent meg A magyar szótárak és nyelvtanok könyvészete című bibliográfiája, amely 484 egynyelvű, kétnyelvű, illetve többnyelvű szótárat, illetve 661 magyar nyelvtant tartalmaz rendszerezett formában. Már egyetemi tanulmányai alatt bekapcsolódott az akadémiai nagyszótár gyűjtési munkálataiba, amelyet 1925 és 1943 között az ő vezetésével folytattak.
Az Országos Közoktatási Tanács szakértőjeként részt vett nyelvtankönyvek engedélyezési folyamatában. 1921-től 1949-ig a Magyar Nyelvtudományi Társaság pénztárosa volt.
1938-ban a Magyar Tudományos Akadémia levelező tagjává választották, székfoglalóját Czuczor Gergely és Fogarasi János nyelvtudományi elvei címmel 1942. június 1-jén tartotta. Melich János ez alkalommal így méltatta munkásságát: „Minden dolgozatának, szellemi alkotásának – kitűnően megírt magyarsága mellett – filológiai pontosság, átfogó történeti szemlélet a jellemzője.” 1949-ben, az Akadémia átszervezésekor Ságit tanácskozó taggá minősítették vissza, és tagságát csak posztumusz, 1989-ben állították helyre.

## Főbb művei
- A magyar szótárak és nyelvtanok könyvészete. Budapest, 1922; reprint kiadás: 1970.
- La linguistique hongroise, 1923–1926.
- Kétjegyű mássalhangzóink betűrendi helye. Magyar Nyelv, 1937
- A magyar kiejtésről. Laziczius Gyulával, Nagy J. Bélával. Magyar Nyelv, 1938.
- Czuczor és Fogarasi nyelvtudományi elvei. In: Emlékkönyv Melich János hetvenedik születésnapjára. Budapest, 1942.